# Ординатор (1-й сезон)
Первый сезон американского телесериала «Ординатор», премьера которого состоялась на канале FOX 21 января 2018 года, а заключительная серия сезона вышла 14 мая 2018 года. Сезон состоит из 14 эпизодов. Сериал был куплен FOX у телеканала Showtime в 2017 году.

## Сюжет
Сериал рассказывает о молодом интерне с идеалистическими взглядами на жизнь, который начинает работать под началом блестящего ординатора. Со временем главный герой понимает, что не всё так просто, и в его работе есть сотни нюансов, на которые невозможно закрыть глаза.

## В ролях

### Основной состав
- Мэтт Зукри — доктор Конрад Хокинс, старший ординатор
- Эмили Ванкэмп — Николетт «Ник» Невин, медсестра
- Маниш Дайал — доктор Девон Правеш
- Шонетт Рене Уилсон — доктор Мина Окафор
- Брюс Гринвуд — доктор Рэндольф Белл, заведующий хирургией
- Моран Атиас — Рената Морали
- Меррин Данги — Клэр Торп
- Мелина Канакаредес — доктор Лэйн Хантер

### Второстепенный состав
- Уоррен Кристи — Джуд Сильва
- Джоко Симс — Бен Уилмот

## Эпизоды
| № общий | № в сезоне | Название                                                       | Режиссёр                 | Автор сценария                                               | Дата премьеры   | Произв. код | Зрители в США (млн) |
| --- | ---------- | -------------------------------------------------------------- | ------------------------ | ------------------------------------------------------------ | --------------- | ----------- | ------------------- |
| 1 | 1          | «Pilot» «Пилот»                                                | Филлип Нойс              | Эми Холден Джонс & Рошан Сет & Хейли Шор                     | 21 января 2018  | 101         | 8.65                |
| 2 | 2          | «Independence Day» «День независимости»                        | Филлип Нойс              | Эми Холден Джонс                                             | 22 января 2018  | 102         | 4.70                |
| Конрад получает звонок, которого он ждал, когда сердце становится доступным для пациента, который был в списке трансплантации в течение двух лет. Но когда конгрессмен попадает в больницу после сердечного приступа, он получает приоритет и срывает операцию пациента Конрада. Тем временем Ник начинает подозревать одного из врачей после того, как пропадает файл, доктор Белл пытается манипулировать Миной, а Девон подвергается испытанию, когда состояние пациента требует мгновенного решения. |            |                                                                |                          |                                                              |                 |             |                     |
| 3 | 3          | «Comrades in Arms» «Товарищ по оружию»                         | Роб Корн                 | Эндрю Чэпман                                                 | 29 января 2018  | 103         | 4.75                |
| 4 | 4          | «Identity Crisis» «Кризис идентичности»                        | Билл Д’Элиа              | Элизабет Клавитер                                            | 5 февраля 2018  | 104         | 4.87                |
| 5 | 5          | «None the Wiser» «Никто не знает»                              | Джеймс Родэй             | Тодд Хэрсан & Крис Бессунян & Тиана Лэнгхэм                  | 26 февраля 2018 | 105         | 3.86                |
| 6 | 6          | «No Matter the Cost» «Независимо от цены»                      | Дэвид Родригез           | Никечи Окоро                                                 | 5 марта 2018    | 106         | 4.08                |
| 7 | 7          | «The Elopement» «Тайное бегство»                               | Роб Корн                 | Кевин Фоллс                                                  | 12 марта 2018   | 107         | 3.80                |
| 8 | 8          | «Family Affair» «Семейное дело»                                | Томас Картер             | История: Кевин Фоллс Телеадаптация: Зак Луцки & Никечи Окоро | 19 марта 2018   | 108         | 4.22                |
| 9 | 9          | «Lost Love» «Утраченная любовь»                                | Бронуэн Хьюз             | Эми Холден Джонс                                             | 26 марта 2018   | 109         | 4.21                |
| 10 | 10         | «Haunted» «Преследуемый»                                       | Дэвид Крэбтри            | Эндрю Чэпман                                                 | 16 апреля 2018  | 110         | 4.30                |
| 11 | 11         | «And the Nurses Get Screwed» «И медсестры облажались»          | Элизабет Аллен Розенбаум | Элизабет Клавитер & Питер Чен                                | 23 апреля 2018  | 111         | 3.96                |
| 12 | 12         | «Rude Awakenings and the Raptor» «Грубые пробуждения и хищник» | Джеймс Родэй             | Майкл Нотариле                                               | 30 апреля 2018  | 112         | 3.91                |
| 13 | 13         | «Run, Doctor, Run» «Бегите, Доктор, Бегите»                    | Джеймс Родэй             | Тодд Хэрсан & Крис Бессауниан & Тиана Лэнгхэм                | 7 мая 2018      | 113         | 4.01                |
| 14 | 14         | «Total Eclipse of the Heart» «Полное затмение сердца»          | Роб Корн                 | Эми Холден Джонс & Эндрю Чэпман                              | 14 мая 2018     | 114         | 4.29                |